# Hot (canção de Avril Lavigne)
"Hot" é o terceiro single da cantora canadense Avril Lavigne, para seu terceiro álbum de estúdio, The Best Damn Thing de 2007, a composição é de Avril e do guitarrista Evan Taubenfeld, enquanto a produção ficou por conta de Dr. Luke. A balada de pop rock, fala sobre seus sentimentos em relação a um namorado, que a faz "quente". A música recebeu críticas positivas de críticos de música, que elogiou sua vibe de "estilo antigo" e sua natureza poderosa. Uma versão do refrão em mandarim, foi lançada na China e no Japão.
Comercialmente, a canção foi mais bem sucedida na Austrália, Canadá e alguns países europeus, enquanto foi uma decepção comercial nos Estados Unidos. Lavigne cantou a música no MTV Europe Music Awards, American Music Awards, no The Friday Night Project. O videoclipe dirigido por Matthew Rolston, mostra a Lavigne de uma forma mais "sexy", com um tema "burlesco dos anos 20".

## Antecedentes e lançamento
Após o sucesso de seu álbum de estréia, Let Go (2002), Lavigne lançou seu segundo álbum, Under My Skin (2004), que estreou no número um, em mais de dez países, foi platinado dentro de um mês e estabeleceu Lavigne como Ícone pop. Mais tarde, uma música que foi co-escrita por Lavigne e, acabou sendo cortada da lista final de faixas "Breakaway", foi posteriormente dada a Kelly Clarkson, que a usou como faixa-título e single para o álbum vencedor do Grammy, Breakaway. Em julho de 2006, Lavigne casou-se com Deryck Whibley do Sum 41 e passou a maior parte do ano trabalhando em seu terceiro álbum, recrutando o baterista do blink-182 Travis Barker para tocar bateria e escolher uma variedade de produtores (incluindo o marido) para dirigir a gravação do disco. Lavigne descreveu o álbum como "muito rápido, divertido, jovem, malcriado, agressivo, confiante, arrogante de uma maneira divertida".
Lavigne trabalhou com Evan Taubenfeld em quatro músicas para o álbum, incluindo "Hot". Sobre o trabalho com o Dr. Luke, o produtor da faixa, Lavigne disse: "Conheci Luke [Gottwald] e nós conseguimos isso. Eu nem sabia quem ele era. Ele veio para minha casa e conversamos e nós acabamos ficando no estúdio por quatro meses!." Após o sucesso dos dois primeiros singles de The Best Damn Thing (2007), "Girlfriend" (que liderou as paradas da Billboard e muitos outros) e "When You're Gone" (que se tornou um hit top dez em muitos países), Lavigne respondeu uma ação judicial que foi levada contra ela alegando que ela copiou uma música para o seu hit "Girlfriend" e as acusações da compositora Chantal Kreviazuk, Que sugeriu que Lavigne copiou uma de suas músicas. Mais tarde, Lavigne lançou "Hot" como o terceiro single do álbum, em meio às controvérsias de plágio, em 23 de outubro de 2008.

## Composição
"Hot" foi escrito por Avril Lavigne e Evan Taubenfeld, enquanto Lukasz "Dr. Luke" Gottwald produziu a música. A música é uma balada pop rock, que contém novos versos de onda, bem como um refrão "incisivo", onde Lavigne proclama a doçura de seu namorado. No refrão, Lavigne canta: "Você me deixa tão quente / Me faz querer deixar levar". A música, estruturalmente, assume uma mudança dramática durante a ponte, na qual ela deixa de falar para a pessoa o quanto a ama, para falar com franqueza com seu namorado sobre quão reais e cruas são suas emoções, além da exibição pública: "Beije-me gentilmente, Eu sempre sei, Me abrace, me ame, Nunca vá embora", ela canta suavemente. Uma versão japonesa da música foi lançada como um ringtone no Japão, com as letras japonesas substituindo o refrão. Na China, uma versão em mandarim da música foi lançada, que substituiu o coro e a introdução com letras em mandarim.[carece de fontes?]

## Recepção

### Critica
"Hot" foi elogiado pelos críticos de música. Darryl Sterdan do Jam! Canoe, escreveu que a música é "Avril mais antiquada - com exceção das letras ao estilo Alanis." Chris Willman da Entertainment Weekly comentou que, enquanto escutava o "refrão de pulverização catódica" de Hot, é como se ela e a equipe de Let Go, The Matrix, nunca tivesse rompido a parceria. Theon Weber do Stylus Magazine elogiou seu "orgasmo refinado", enquanto Fraser McAlpine da BBC Music, elogiou seus "bons versos de new-wave, um bom enorme refrão", chamando-o de "poderoso" e que se adequa bastante ao raspador adenoide de Avril." Alex Nunn, da musicOMH, observou que "Hot" é "uma das três faixas de destaque dos álbum", escrevendo que "realmente é uma surpresa demais ao ver seu nome ligado aos melhores momentos dos álbuns". Eric R. Danton, da Connecticut Music, chamou-a de "balada poderosa", enquanto Lauren Murphy, da Entertainment.ie, chamou a canção de "uma melodia bem-produzida, amigável ao rádio, que se encadeia sem ser irritante" e Danny R . Phillips do Hybrid Magazine, chamou-a de uma "música sincera".

### Comercial
A música foi uma decepção comercial nos Estados Unidos, apenas estreando e atingindo o pico no número 95 no Billboard Hot 100 e caiu no quadro na semana seguinte, tornando-se o segundo single mais fraco de Avril nos EUA até a data. Em julho de 2013, "Hot" já havia vendido 490 mil cópias digitais nos EUA. No entanto, no Canadá, a música mostrou-se bem sucedida, estreando no número 87 e atingindo o pico de número 10, permanecendo em sua posição máxima durante três semanas consecutivas. Na Austrália, o single foi um sucesso moderado, estreando no número 42, em 25 de novembro de 2007, e atingiu o pico de número 14, em 30 de dezembro de 2007, permanecendo por três semanas não consecutivas na posição máxima. Na Áustria, "Hot" tornou-se seu nono top-vinte e na Nova Zelândia, conseguiu chegar ao top-quarenta. No Reino Unido, "Hot" atingiu o pico de número 30, tornando-se sua passagem mais baixa por lá.

## Videoclipe

Lavigne, vestindo um vestido preto casual ao fazer uma entrada em um clube, com os fotógrafos que a rodeavam no videoclipe de "Hot".

O videoclipe de "Hot" foi dirigido por Matthew Rolston e foi filmado no Beacon em Jersey City, durante o primeiro fim de semana de maio de 2007. O clipe também foi filmado em Murdoch Hall, que também foi usado em vários filmes, incluindo "Annie" e "Quiz Show". De acordo com o comunicado de imprensa, o vídeo teve um tema "burlesco dos anos 20", completado por meninas em redes de pesca. "A Sra. Lavigne tinha dois massagistas pessoais que cuidavam dela durante as cenas", disse o comunicado de imprensa. Estreou no Yahoo! Músic, VIVA e MTV. O clipe de "Hot" estreou no 1 ° lugar na Espanha na sua primeira semana na parada, de downloads de vídeos e alcançou o n. °1 na parada de música australiana e no iTunes também.

### Sinopse
O vídeo reflete o significado lírico da música de várias maneiras. O vídeo começa com Lavigne, semi-disfarçada com uma peruca, fazendo uma grande entrada em um clube com um vestido preto, com fotógrafos e fãs que a cercam. Durante o primeiro verso, ela é vista em uma roupa escura e sedutora com maquiagem muito pesada. No refrão, Lavigne é vista com um espartilho brilhante e verde, preparando-se para o que parece ser um pocket show. Como tal, ela libera suas emoções apenas quando ela está vestida de forma mais reveladora e forte. Para o segundo refrão, Lavigne faz seu caminho no palco e continua a cantar. Durante o refrão da música, em que Lavigne revela abertamente seus sentimentos cruéis, sobre seu amor, Lavigne está vestida com uma roupa normal e simples.[carece de fontes?]

## Performances ao vivo
Lavigne cantou a faixa em vários lugares. A cantora foi ao MTV Europe Music Awards de 2007 para cantar a faixa e além disso, ganhou dois prêmios. Ela também cantou a faixa no World Music Awards de 2007. Lavigne também promoveu a faixa no American Music Awards de 2007. Lavigne continuou a promoção da música, cantando-a ao vivo no Dancing with the Stars, no Canadian Idol  e no Friday Night Project.

## Faixas
| Hot            |                                     |                               |          |  |
| N.º            | Título                              | Compositor(es)                | Duração  |  |
| 1.             | "Hot"                               | Avril Lavigne/Evan Taubenfeld | 3:22     |  |
| 2.             | "I Can to Better" (Versão acústica) | Dr. Luke/Avril Lavigne        | 3:39     |  |
| Duração total: | Duração total:                      | Duração total:                | 7:01 min |  |

## Créditos
- Vocais: Avril Lavigne
- Composição: Avril Lavigne, Evan Taubenfeld
- Produção: Dr. Luke

Créditos adaptados de The Best Damn Thing e suas notas.